# Zofia Eleonora z Brunszwiku-Wolfenbüttel
Zofia Eleonora z Brunszwiku-Wolfenbüttel (ur. 5 marca 1674, zm. 14 stycznia 1711) – księżniczka brunszwicka i siostra zakonna. Była najstarszą córką Ferdynanda Albrechta I i jego żony Krystyny z Hesji-Eschwege.